# 泰岳寺

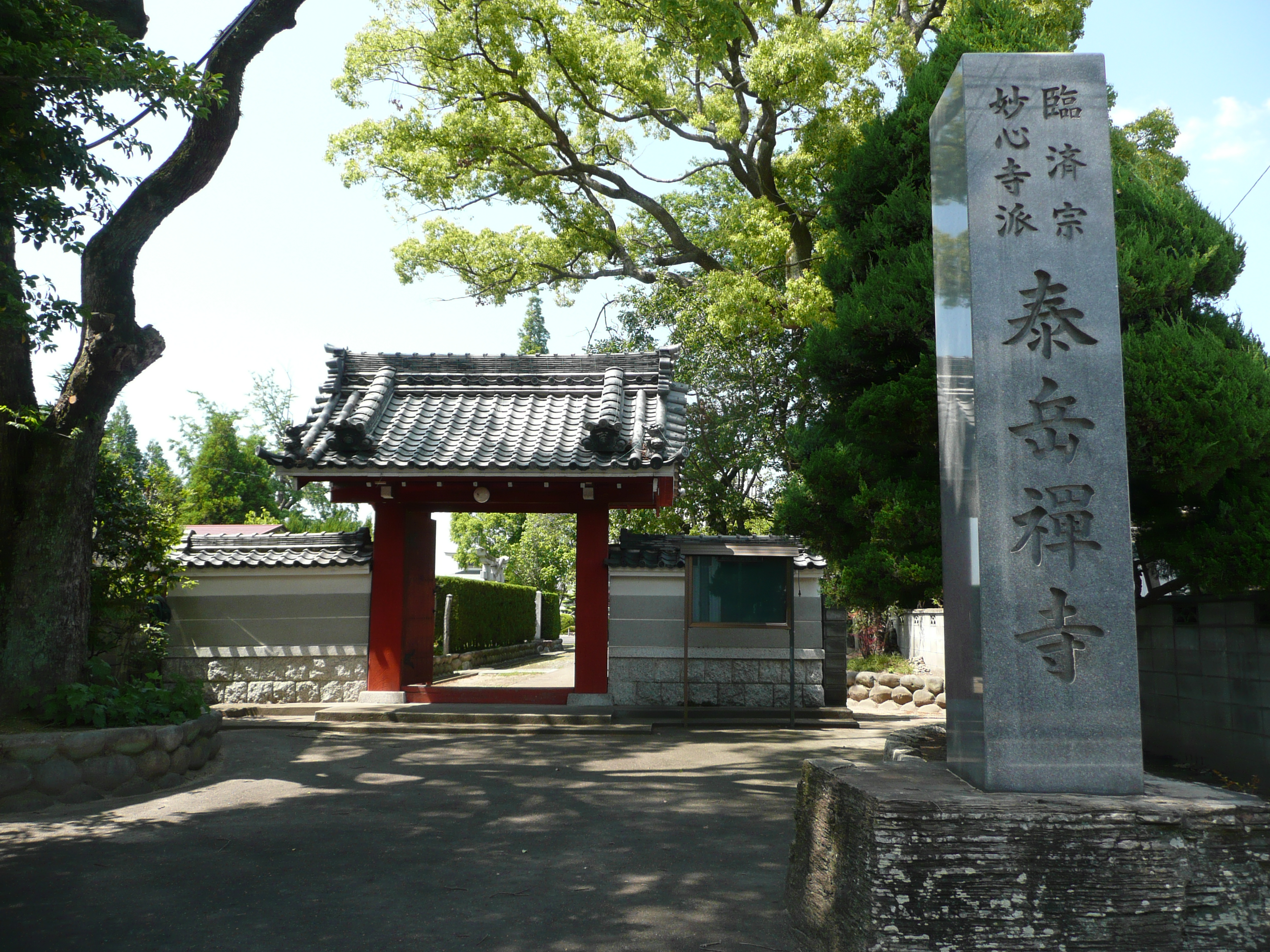
山門（名古屋城の三の丸清水口の赤門）

泰岳寺（たいがくじ）は愛知県春日井市上条町にある臨済宗妙心寺派の寺院。山号は寶雲山。

## 概要
本尊は聖観世音菩薩である。市指定の有形文化財である仁済宗恕の頂相（絹本着色）を所蔵しており、名古屋城の三の丸清水口の赤門が移築されている。ここには初代東春日井郡長の林金兵衛の墓がある。

## 歴史
文明18年（1486年）にこの地域の豪族で、上条城主であった林重緒（林家11代目）が現在の岐阜県美濃加茂市出身の仁済宗恕を招いて開山した。15代目の住職である雍山宗粛のときに名古屋城の赤門を寺の山門として貰い受けた。現在の本堂は昭和61年（1986年）に建設が着工されたものでされたもので、昭和63年（1988年）に完成した。

## 文化財
- 絹本着色仁済宗恕画像　春日井市指定文化財

## 周辺
- 庄内川
- 大龍院
- 諏訪神社
- 上条城址
- 吉田城址
- 王子製紙春日井工場

## 交通アクセス

### 鉄道
- JR中央本線 春日井駅（南口）より南へ徒歩で約18分。
- 名古屋ガイドウェイバスガイドウェイバス志段味線（ゆとりーとライン）川村駅より北へ徒歩で約20分。

### 路線バス
- はあとふるライナー
  - 「泰岳寺東」バス停下車、西へ徒歩で約1分。